# Латродектизм
Латродектизм — клинический синдром проявленный после нейротоксического яда от укуса пауков-чёрных вдов из семейства пауков-тенетников, арахноз.

## Действие яда

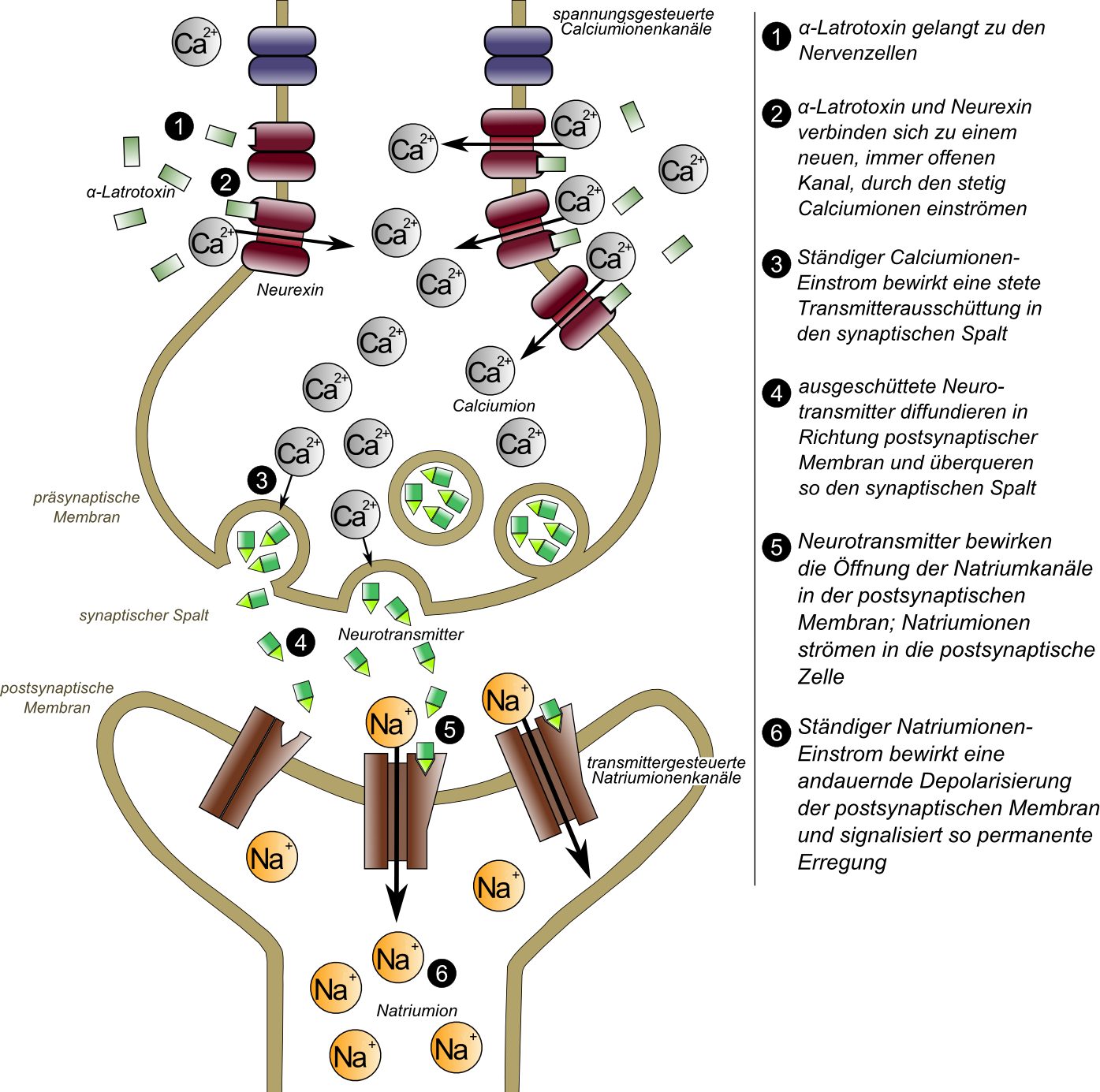
Механизм действия альфа-латротоксина

Яд быстро распространяется по организму и вызывает высвобождение нейромедиаторов ацетилхолина, норадреналина и ГАМК. Высвобождение этих нейромедиаторов приводит к клинической картине отравления.
Если в организм попало достаточное количество яда, то сначала возникает сильная мышечная боль в месте укуса, которая быстро распространяется на соседние мышцы. Первоначально яд распространяется по лимфатическим сосудам, пока не достигает кровеносной системы. Оказавшись в крови, токсин разносится по всему телу, оказывая действие на нервные синапсы.
Яд препятствует миорелаксации, вызывая тетанию; стойкую, сильную, болезненную мышечную судорогу. Мышечное сокращение распространяется по телу; наиболее серьёзна судорога мышц живота.

## Клиническая картина
Системные проявления: на месте укуса возникает острая боль, которая быстро проходит, но через некоторое время (15 мин — 6 часов) начинаются очень интенсивные боли во всей укушенной конечности, которые в дальнейшем захватывают мышцы тела, грудной клетки (выраженное затруднение дыхания), живота. Боли настолько сильны, что врачами ошибочно принимаются за «острый живот» или инфаркт миокарда. К болевым ощущениям присоединяется выраженное мышечное напряжение, фасцикуляторные подергивания мышц. В последнюю очередь вовлекаются мышцы лица: потное, искаженное гримасой боли и страха лицо с проявлениями блефароконъюнктивита и слезотечением носит название латродектического лица (facies latrodectismica).
Наблюдаются также: тошнота, слабость, гиперестезия, судороги, повышенное потоотделение, исключительное беспокойство. Симптомы обычно длятся 24—48 часов, но в тяжелых случаях — гораздо дольше, до нескольких дней. Со стороны сердечно-сосудистой и дыхательной систем наблюдается: гипертензия, тахикардия, бронхорея, затруднение дыхания. Из других симптомов можно отметить: pavor mortis, выраженный страх смерти, рвоту, приапизм, задержку мочи, жажду, саливацию, судороги, преходящие нарушения речи и очень редко — кореподобную сыпь и зуд.

## Терапия
Медицинская помощь при лёгких и умеренных случаях сводится к поддерживающей терапии, в тяжёлых случаях обычно используют противоядие в сочетании с опиоидными анальгетиками. В систематическом обзоре, проведённом австралийскими исследователями в 2017 году, был сделан вывод, что среди существующих методов лечения нет эффективного способа снятия симптомов укуса Latrodectus.

## Прогноз
Продолжительность синдрома варьирует от нескольких часов до нескольких дней. В редких случаях возможны осложнения, связанные с применением противоядия.